# Kamenný Újezd (Plzeň)
Kamenný Újezd è un comune della Repubblica Ceca facente parte del distretto di Rokycany, nella regione di Plzeň.